# الدوري النمساوي 1979–80
الدوري النمساوي الممتاز 1979–80 (بالألمانية: Österreichische Fußballmeisterschaft 1979/80)‏ هو الموسم 69 من  بوندسليغا النمسا لكرة القدم. أشرف على تنظيمه اتحاد النمسا لكرة القدم، وكان عدد الأندية المشاركة فيه  10، وفاز فيه أوستريا فيينا.